# Hikone (hrad)
Hrad Hikone (japonsky 彦根城, Hikone-džó) se nachází ve městě Hikone v prefektuře Šiga v Japonsku. Historie tohoto hradu z období Edo se datuje do roku 1603, kdy jeho výstavbu nařídil Naokacu Ii, syn zemřelého daimjó Naomasy Ii. Stavba byla dokončena v roce 1622. Hradní věž ale pochází už z roku 1575, kdy byla postavena jako součást hradu Ócu. Při stavbě nového hradu v Hikone byla rozebrána a přesunuta na své současné místo. 
Z finančních a časových důvodů pocházely i některé další části z již existujících hradů v okolí, a to ze Sawajamy, Odani a Kannondži.
Když v roce 1868 začalo období Meidži, bylo nařízeno rozebrání mnoha hradů a pouze požadavek samotného císaře, který projížděl oblastí, umožnil, aby zůstal hrad Hikone zachovaný. Dnes se jedná o pozůstatky jednoho z nejstarších původních hradů v Japonsku. V roce 1952 byl hrad Hikone prohlášen ministerstvem školství, vědy, sportu a kultury za národní poklad.